# Coriomeris
Coriomeris is een geslacht van wantsen uit de familie randwantsen (Coreidae). Het geslacht werd voor het eerst wetenschappelijk beschreven door Westwood in 1842.

## Soorten
Het genus bevat de volgende soorten:

- Coriomeris affinis (Herrich-Schäffer, 1839)
- Coriomeris alpinus (Horváth, 1895)
- Coriomeris apricus Kiritshenko, 1952
- Coriomeris armeniacus Tshernova, 1978
- Coriomeris bergevini Poppius, 1912
- Coriomeris brevicornis Lindberg, 1923
- Coriomeris denticulatus (Scopoli, 1763)
- Coriomeris echinatus Putshkov, 1968
- Coriomeris hirticornis (Fabricius, 1794)
- Coriomeris humilis (Uhler, 1872)
- Coriomeris insularis Dolling & Yonke, 1976
- Coriomeris integerrimus Jakovlev, 1904
- Coriomeris nigricornis (Stål, 1870)
- Coriomeris occidentalis Dolling & Yonke, 1976
- Coriomeris pallidus Reuter, 1900
- Coriomeris scabricornis (Panzer, 1805)
- Coriomeris subglaber Horváth, 1917
- Coriomeris validicornis Jakovlev, 1904
- Coriomeris vitticollis Reuter, 1900